# Chelsea Boots
Pour les articles homonymes, voir Chelsea et Chelsea boot.
 (juin 2023).
Chelsea Boots est un groupe de rock alternatif espagnol, originaire de Madrid.

## Histoire
Le groupe est formé en novembre 2014. Le nom Chelsea Boots fait référence à la scène britannique des années 1960 et au type de bottes portées par ces groupes mythiques qui ont influencé le son du groupe à ses origines. En 2021, ses membres incluent Santi Isla au chant, à la guitare et au clavier ; Martín Mosquera à la batterie et aux percussions ; Ferri (Daniel Ferrandis) à la guitare solo et Dani Núñez à la basse et aux claviers.

## Style musical
Le style musical du groupe, clairement influencé par le rock anglo-saxon et la musique noire, est généralement définie comme du rock alternatif.

## Distinctions
- 2017 : Gagnants du concours Mad Cool Talent[4]
- 2019 : Dans son numéro de janvier 2019, le magazine Vogue (Espagne) inclut Chelsea Boots dans son classement de « la génération 2019 qui envoie »[5].

## Membres

### Membres actuels
- Martin Mosquera — batterie, percussions (depuis 2014)
- Daniel Nuñez — production, basse, claviers, chœurs (depuis 2014)
- Daniel Ferrandis (Ferri) — chant, guitare (depuis 2014)

### Anciens membres
- Santi Isla — chant, guitare, claviers (2014—2022)

## Discographie
- 2018 : Guilty Pleasure (album studio, Universal Music)